# Жолтай
Жолта́й (рум. Joltai) — село в Чадирського округу Гагаузії Молдови, утворює окрему комуну.
Населення утворюють в основному гагаузи — 2187 осіб, живуть також молдовани — 158, росіяни — 67, українці — 33, болгари  — 14, поляки — 2, євреї — 1.